# Юрист

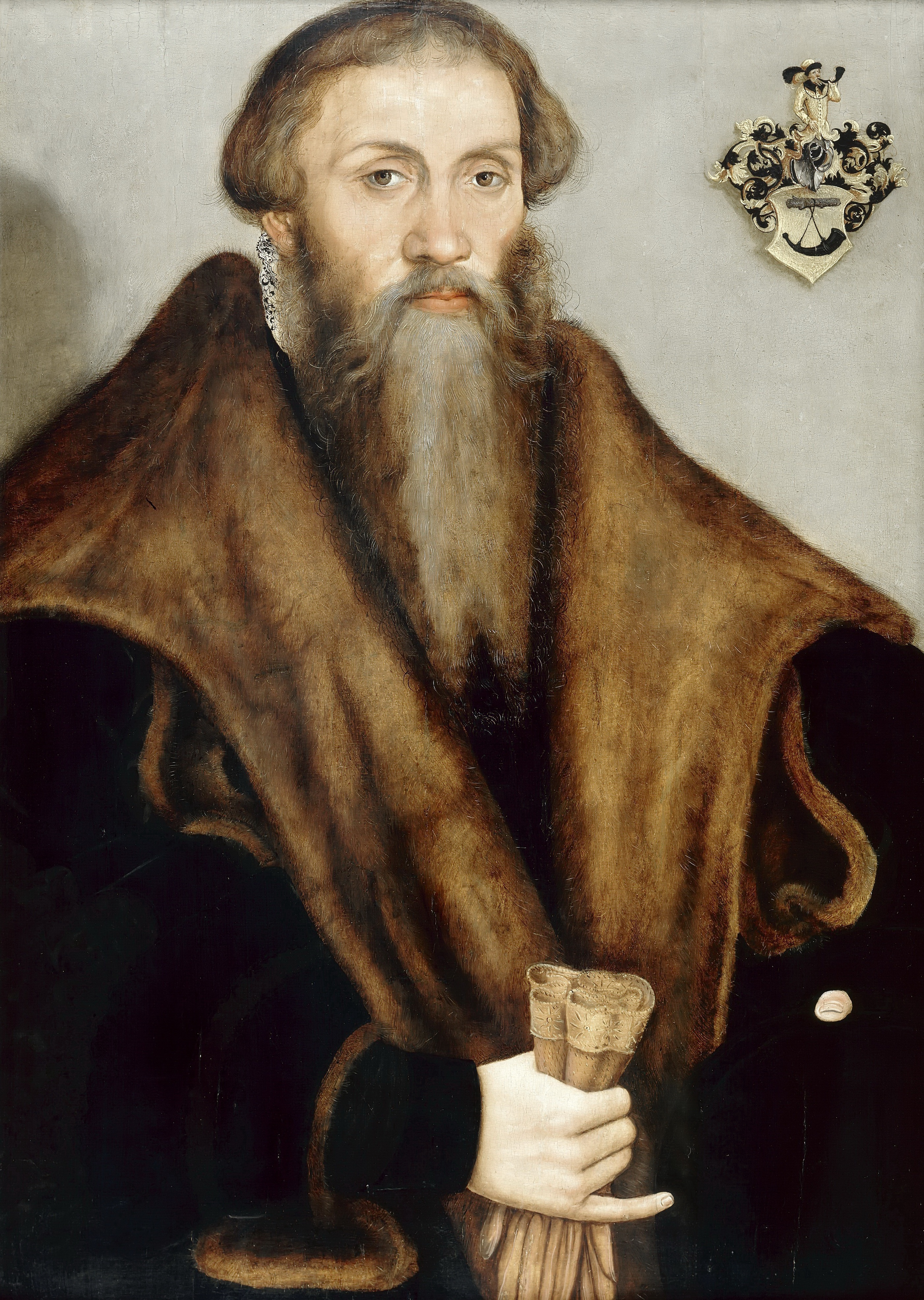
Портрет саксонського юриста Леонарда Бадегорна роботи Лукаса Кранаха Молодшого (XVI ст.) (Берлінська картинна галерея)

Юри́ст (від лат. «ius» — «право»), правни́к — фахівець, котрий має професійні правові знання у галузі юридичних наук, законодавства і практики його застосування.

## Юридичні професії
Першими юристами можна назвати римських жерців — понтифіків. Вони заклали основи правового регулювання суспільного життя, створили широку базу прецедентів. Лише декілька століть опісля юриспруденція сформувалася як наука. Сучасне поняття «юрист» об'єднує всіх людей, що займаються різноманітною професійною юридичною діяльністю, а саме: суддів, слідчих, прокурорів, нотаріусів, юрисконсультів, адвокатів.

## Класні чини
В Україні та у деяких державах колишнього СРСР (Російська Федерація, Білорусь, Казахстан та інші) в органах прокуратури та юстиції використовуються відповідні класні чини:
- Юрист 1 класу
- Юрист 2 класу
- Юрист 3 класу — найменший класний чин в Україні

Окрім того, у СРСР існував найменший чин молодшого юриста. Цей чин не потрапив у 1991 році до переліку класних чинів України, але наявний в інших країнах (наприклад, у Російській Федерації).

## Професійне свято
У багатьох країнах є професійні свята юристів. Так, в Україні «День юриста» святкують 8 жовтня. Існують також свята окремих категорій юристів (День працівників прокуратури, День працівників суду, День адвокатури, День нотаріату).